# Акжолский сельский округ (Западно-Казахстанская область)
Акжолский сельский округ — административно-территориальное образование в Акжаикском районе Западно-Казахстанской области.

## Административное устройство
1. село Лбищенское
2. село Битилеу
3. село Кабыл
4. село Тинали